# السلاسل: الروايات القصص الصغرى
السلاسل: الروايات والقصص الأقل هي مجموعة من القصص القصيرة بقلم ثيودور درايزر، نشرت لأول مرة في عام 1927.

## محتوى
القصص القصيرة الخمسة عشر في المجموعة الأولى:
- " ملاذ "
- " اليد "
- " سلاسل "
- " سانت كولومبا والنهر "
- " الاتفاقية "
- " القات "
- " تايفون "
- " الحي القديم "
- " فانتوم جولد "
- " الزواج مقابل واحد "
- وفاء
- انتصار
- " الظل "
- " رحمة الله "
- " أمير كان لص "

## الأهمية الأدبية والنقد
كانت سلاسل هي المجموعة الثانية من القصص لدرايزر. تم بيع 12000 نسخة في السنة الأولى، والتي اعتبرت نجاحاً معتدلاً.